# Hoefzwam
De hoefzwam (Onygena equina) is een schimmel behorend tot de familie Onygenaceae. Hij groeit op rottende hoeven en hoorns en kan de keratine in die substraten verteren. Vruchtlichamen zijn klein en wit, met dikke stelen die een "kop" ondersteunen in de vorm van een afgeplatte bol. Vruchtvorming vindt plaats van de lente tot de herfst. Vruchtlichamen worden vaak over het hoofd gezien door paddenstoelenjagers, omdat dierlijke resten geen typisch substraat zijn voor macroschimmels. 

## Kenmerken
De vruchtlichamen hebben een bolvormige, afgeplatte kop die witachtig tot crème is voordat ze bruinachtig wordt. De witte tot bruinachtige cilindrische steel is 3 tot 6 mm lang en tot 2 mm dik. Het perineum (buitenste schil) van de kop breekt wanneer het vruchtlichaam volwassen is, waardoor de bruine en poederachtige sporen binnenin zichtbaar worden. Sporen zijn breed elliptisch, glad, lichtbruin en meten 8–9 × 4,5–5,5 µm. Ze bevatten een of twee oliedruppels. De asci (sporendragende cellen) zijn 14–20 × 12–14 µm, bijna bolvormig en inamyloïde. Vruchtlichamen van zijn niet eetbaar.
Onygena corvina is een soortgelijke soort die groeit op de overblijfselen van kleine zoogdieren in uilenballen, op oude veren of op plukjes dierlijk haar. Een andere lookalike, Phleogena faginea, groeit op hout en ruikt naar kerrie.

## Verspreiding
De soort komt voor in Europa en Noord-Amerika. In Nederland is de hoefzwam zeer zeldzaam. Hij staat niet op de rode lijst en wordt niet bedreigd.

## Ontwikkeling
De Britse botanicus Harry Marshall Ward was in staat de schimmel te kweken en beschreef de levenscyclus in 1899. Hij stelde vast dat het witte poeder op de vruchtlichamen chlamydosporen waren, die werden gevormd aan de uiteinden van rechtopstaande hyfen. Naarmate de vruchtlichamen rijpen, smelten de hyfen die de chlamydosporen vasthielden samen en vormen het peridium van het vruchtlichaam. Dit wordt gevolgd door aanvullende veranderingen in de interne hyfen, die klauwachtige filamenten vormen die zich een weg banen naar de interne ruimtes en holtes van de vruchtlichamen. Deze klauwvormige hyfen vormen asci, die verdwijnen als de sporen volwassen worden, waardoor de sporen los in de gleba blijven liggen.
William Broadhurst Brierley bestudeerde de ontkieming van sporen in de jaren 1910. Hij stelde vast dat volgroeide ("rijpe") ascosporen na een lange rustperiode kunnen ontkiemen, maar een voorbehandeling met maagzuur verkortte de benodigde tijd. De tijd die rijpe sporen nodig hebben om te ontkiemen hangt samen met de dikte en kleur van de sporenwand. Het behandelen van "onrijpe" ascosporen en chlamydosporen met maagsap verminderde hun kiemtijd niet en verminderde hun levensvatbaarheid naarmate ze langer werden behandeld. Deze waarnemingen bevestigden en breidden de reeds door Ward gepubliceerde waarnemingen uit; alles bij elkaar genomen geven de resultaten aan dat de sporen het spijsverteringskanaal van een koe moeten passeren om levensvatbaar te zijn.

## Naamgeving
De soortnaam werd gepubliceerd in 1787 door Carl Ludwig Willdenow als Lycoperdon equinum. Christian Hendrik Persoon bracht de soort in 1800 over naar Onygena, de naam die de soort sindsdien heeft behouden. De soortaanduiding equina is het Latijnse woord voor "paard". 